# Rather Be
Rather Be ist ein Lied der britischen Musikgruppe Clean Bandit mit der Popsängerin Jess Glynne.

## Veröffentlichung
Rather Be wurde am 17. Januar 2014 veröffentlicht und ist die vierte Single vom Studioalbum New Eyes, dem Debütalbum von Clean Bandit.

## Komposition
Rather Be ist ein Pop-Song mit Elementen von elektronischer und klassischer Musik. Das Lied wurde in gis-Moll verfasst und weist 120 Schläge pro Minute auf. Glynnes Stimmumfang reicht von fis3 bis dis5. Im Jahr 2014 sagte Grace Chatto von Clean Bandit, Rather Be sei von Rosie Gaines’ Song Closer Than Close (1995) inspiriert worden. Die Band habe explizit Musik aus den 1990er Jahren gehört und wollte einen Song schreiben, der im ähnlichen Tempo und ähnlichen musikalischem Stil wie Closer Than Close sei.

## Musikvideo
Das Musikvideo zu Rather Be wurde am 5. Dezember 2013 auf dem YouTube-Kanal CleanBanditVEVO veröffentlicht. Es wurde in Tokio gedreht. Während des Videos synchronisiert Haruka Abe den Gesang von Jess Glynne nach.

“The video is about a Japanese fan of the band who becomes delirious and has hallucinations of band members and our logo appearing unexpectedly in her daily life as a chef. Filming in Tokyo was an amazing experience. We spent almost a week there and everyone was so helpful. We made it ourselves as always, which was quite scary as we’ve never produced anything so far away before. We had a bit of trouble filming the scene on the train though. Turns out it’s considered incredibly rude to make noise on a train so when we started dancing around to the track in the carriage with the extras, it didn’t go down well. Got shouted at.”

„Das Video handelt von einem japanischen Fan von uns, welcher Wahnvorstellungen von den Bandmitgliedern und unserem Logo hat, welche in ihrem täglichen Leben als Köchin unerwartet auftreten. Das Filmen in Tokio war eine unglaubliche Erfahrung. Wir haben fast eine Woche dort verbracht und alle waren eine große Hilfe. Wir haben es wie immer selbst produziert, obwohl wir davor ziemlich Angst hatten, weil wir noch nie etwas in einem so weit entfernten Ort produziert haben. Wir hatten einige Probleme, die Szene im Zug zu filmen. Es stellt sich heraus, dass es unglaublich unhöflich ist, Lärm in einem Zug zu machen. Als wir mit den Passagieren auf der Strecke im Wagen herumtanzen, ist es nicht gut angekommen und wurde daraufhin angeschrien.“

## Kommerzieller Erfolg

### Chartplatzierungen
| ChartsChartplatzierungen       | Höchstplatzierung | Wochen |
| ------------------------------ | ----------------- | ------ |
| Deutschland (GfK)              | 1 (56 Wo.)        | 56     |
| Österreich (Ö3)                | 1 (33 Wo.)        | 33     |
| Schweiz (IFPI)                 | 2 (58 Wo.)        | 58     |
| Vereinigte Staaten (Billboard) | 10 (31 Wo.)       | 31     |
| Vereinigtes Königreich (OCC)   | 1 (90 Wo.)        | 90     |

| ChartsJahrescharts (2014)      | Platzierung |
| ------------------------------ | ----------- |
| Deutschland (GfK)              | 7           |
| Österreich (Ö3)                | 13          |
| Schweiz (IFPI)                 | 7           |
| Vereinigte Staaten (Billboard) | 41          |
| Vereinigtes Königreich (OCC)   | 2           |

| ChartsJahrescharts (2015)    | Platzierung |
| ---------------------------- | ----------- |
| Vereinigtes Königreich (OCC) | 86          |

| ChartsJahrescharts (2010–2019) | Platzierung |
| ------------------------------ | ----------- |
| Vereinigtes Königreich (OCC)   | 10          |

### Auszeichnungen für Musikverkäufe
| Land/Region                  | Auszeichnungen für Musikverkäufe (Land/Region, Auszeichnung, Verkäufe) | Verkäufe  |
| ---------------------------- | ---------------------------------------------------------------------- | --------- |
| Australien (ARIA)            | 6× Platin                                                              | 420.000   |
| Belgien (BRMA)               | 2× Platin                                                              | 60.000    |
| Brasilien (PMB)              | Gold                                                                   | 20.000    |
| Deutschland (BVMI)           | 3× Gold                                                                | 450.000   |
| Frankreich (SNEP)            | Platin                                                                 | 150.000   |
| Italien (FIMI)               | 4× Platin                                                              | 120.000   |
| Japan (RIAJ)                 | Gold                                                                   | 100.000   |
| Kanada (MC)                  | 5× Platin                                                              | 400.000   |
| Mexiko (AMPROFON)            | Platin                                                                 | 60.000    |
| Neuseeland (RMNZ)            | 5× Platin                                                              | 150.000   |
| Niederlande (NVPI)           | Platin                                                                 | 30.000    |
| Österreich (IFPI)            | Platin                                                                 | 30.000    |
| Portugal (AFP)               | Gold                                                                   | 5.000     |
| Schweden (IFPI)              | 2× Platin                                                              | 80.000    |
| Schweiz (IFPI)               | Platin                                                                 | 30.000    |
| Spanien (Promusicae)         | 2× Platin                                                              | 80.000    |
| Vereinigte Staaten (RIAA)    | 4× Platin                                                              | 4.000.000 |
| Vereinigtes Königreich (BPI) | 6× Platin                                                              | 3.600.000 |
| Insgesamt                    | 4× Gold · 42× Platin ·                                                 | 9.785.000 |

Hauptartikel: Clean Bandit/Auszeichnungen für Musikverkäufe

### Auszeichnungen für Musikstreaming
| Land/Region          | Auszeichnungen für Musikverkäufe (Land/Region, Auszeichnung, Verkäufe) | Verkäufe   |
| -------------------- | ---------------------------------------------------------------------- | ---------- |
| Dänemark (IFPI)      | 3× Platin                                                              | 7.800.000  |
| Japan (RIAJ)         | Gold                                                                   | 50.000.000 |
| Spanien (Promusicae) | 2× Platin                                                              | 16.000.000 |
| Insgesamt            | 1× Gold · 5× Platin ·                                                  | 73.800.000 |

Hauptartikel: Clean Bandit/Auszeichnungen für Musikverkäufe